# 翟万臣
翟万臣（1949年9月—），男，汉族，中国话剧演员、影视演员。主要演出军人题材的话剧，代表作有《蓝天飘来一朵白云》、《冰山情》、《冲击强气流》、《洗礼》、《黄土谣》、《仰望苍穹》等。翟万臣注意体验生活，熟悉边疆地区的军人生存状态，拍摄剧集《凯旋在子夜》时，还曾赴军事阵地采访。

## 生平
出身于农民家庭，1971年进入总政话剧团学习，3年后成为团中的正式演员。

## 影视作品

### 电视剧
- 《三国演义》 饰 徐庶
- 《七战七捷》 饰 蒋介石
- 《英雄孟良崮》 饰 张灵甫
- 《大宋提刑官》 饰 曹刚
- 《东方》饰 胡宗南
- 《辛亥革命》 饰 黎元洪
- 《山楂树之恋》 饰
- 《人民的名义》 饰 田国富
- 《欢迎来到麦乐村》 饰 柳晓弦父亲

### 配音
- 《少年包青天》——八贤王（陈道明饰演）
- 《宰相刘罗锅》——乾隆帝（张国立饰演）
- 《少林寺传奇》——高洋（王刚饰演）

## 奖项
曾获金狮奖、梅花奖、文华奖、白玉兰奖等奖项。